# Tobias Hjelm
Tobias Mats Olof Hjelm, född 24 maj 1972 i Stockholm, är en svensk skådespelare.

## Biografi
Tobias Hjelm är son till regissören och skådespelaren Fred Hjelm och är född och uppvuxen i Stockholm. Under ungdomsåren var främsta intresset ishockey, bland annat spelade han ett år i Minnesota, USA. Hjelm började dessutom tidigt att statera på Stockholms stadsteater och medverkade då i en mängd uppsättningar.
Vid omkring 20 års ålder började intresset för skådespelaryrket att ta fart på allvar. 1999 utexaminerades Hjelm från Teaterhögskolan i Stockholm,  och har sedan dess arbetat på flera teatrar och scener i Stockholm. Bland annat har han medverkat i flera omtalade uppsättningar som Hemkomsten på Stockholms stadsteater och Modet att döda på Teater Giljotin. År 2009 genomförde Hjelm även ett framstående uppträdande i Lång dags färd mot natt på Uppsala stadsteater. 
Vidare har han har spelat in en rad film- och TV-produktioner. 2006 spelade Tobias Hjelm huvudrollen i SVT:s TV-serie Mästerverket.

## Filmografi
- 1998 – OP7 (TV-serie)
- 1998 – Ivar Kreuger (TV-serie)
- 1999 – Skilda världar (TV-serie)
- 2000 – Barnen på Luna
- 2001 – Rederiet (TV-serie)
- 2006 – Mästerverket (TV-serie)
- 2007 – Gangster
- 2007 – Predikanten
- 2007 – August (TV-serie)
- 2008 – Kommissarien och havet (TV-serie) (till och med 2014)
- 2009 – Oskyldigt dömd (TV-serie)
- 2009 – Beck – Levande begravd
- 2011 – Drottningoffret (TV-serie)

## Teater

### Roller (ej komplett)
| År   | Roll                       | Produktion                                               | Regi                                    | Teater                      |
| ---- | -------------------------- | -------------------------------------------------------- | --------------------------------------- | --------------------------- |
| 1992 | 2:e herren/Officer         | Othello William Shakespeare                              | Fred Hjelm                              | Stockholms stadsteater      |
| 1998 |                            | Gustav III                                               |                                         | Uppsala stadsteater         |
| 1998 |                            | München - Athen                                          |                                         | Teaterhögskolan i Stockholm |
| 1999 |                            | Been so long                                             |                                         | Teaterhögskolan i Stockholm |
| 1999 |                            | Hamlet                                                   |                                         | Teaterhögskolan i Stockholm |
| 2000 |                            | Maskeraden                                               |                                         | Teater Plaza                |
| 2000 |                            | Fadren                                                   |                                         | Teater Plaza                |
| 2001 | Sotarmästare m fl          | Sotarpojken Lisa Tetzner                                 | Johan Huldt                             | Stockholms stadsteater      |
| 2001 |                            | Dead end                                                 |                                         | Teater Tribunalen           |
| 2002 |                            | Markisinnan de Sade                                      |                                         | Teater Giljotin             |
| 2002 |                            | Birdy                                                    |                                         | Länsteatern på Gotland      |
| 2003 | Erik                       | Den perfekte mannen Inger Edelfeldt                      | Kia Berglund                            | Teater Giljotin             |
| 2004 |                            | Vinter                                                   |                                         | Teater Giljotin             |
| 2004 | Unge Albert                | Din stund på jorden Vilhelm Moberg                       | Leif Stinnerbom                         | Stockholms stadsteater      |
| 2005 | Förhörsledare m fl         | Flickan och skulden Jörgen Hjerdt                        | Åsa Kalmér                              | Stockholms stadsteater      |
| 2006 |                            | Modet att döda Lars Norén                                | Kia Berglund                            | Teater Giljotin             |
| 2006 | Joey                       | Hemkomsten Harold Pinter                                 | Thommy Berggren                         | Stockholms stadsteater      |
| 2007 | Charles                    | Västra kajen Bernard-Marie Koltès                        | Åsa Kalmér                              | Stockholms stadsteater      |
| 2007 | Stollen                    | Juloratoriet Göran Tunström                              | Christian Tomner                        | Stockholms stadsteater      |
| 2007 | Klaus                      | När glasdörren öppnas Karin Boldemann                    | Eva Gröndahl                            | Stockholms stadsteater      |
| 2008 | Rjuchin, Levi Matteus m fl | Mästaren och Margarita Mikhail Bulgakov                  | Leif Stinnerbom                         | Stockholms stadsteater      |
| 2008 |                            | En annan kamp                                            |                                         | Kilen                       |
| 2009 |                            | Lång dags färd mot natt                                  |                                         | Uppsala stadsteater         |
| 2009 |                            | 7:3. Återbesöket Dennis Magnusson                        | Dennis Sandin                           | Uppsala stadsteater         |
| 2009 | Karenin                    | Anna Karenina Lev Tolstoj                                | Linus Tunström                          | Uppsala stadsteater         |
| 2009 |                            | Alla älskar Berine Madoff                                |                                         | Uppsala stadsteater         |
| 2010 | Han                        | En sommardag (Ein sommars dag) Jon Fosse                 | Gunnel Lindblom                         | Dramaten                    |
| 2011 |                            | Män som blir en smula irriterande i sällskap med kvinnor |                                         | Uppsala stadsteater         |
| 2011 |                            | Gösta Berlings saga                                      |                                         | Västanå Teater              |
| 2012 |                            | Misantropen                                              |                                         | Västanå Teater              |
| 2012 |                            | Tribadernas natt                                         |                                         | Scenkonstbolaget            |
| 2013 |                            | Mefisto Remixed 2013 Kia Berglund                        | Kia Berglund                            | Teater Giljotin             |
| 2014 |                            | Robin Hoods hjärta David Farr                            | Gisli Örn Gardarsson Selma Björnsdottir | Uppsala stadsteater         |
| 2015 |                            | Tjock-Steffe Martin Lindberg                             | Martin Lindberg                         | Uppsala stadsteater         |
| 2015 | Leicester                  | Maria Stuart Friedrich Schiller                          | Peter Konwitschny                       | Dramaten                    |
| 2024 |                            | Mefisto Remixed 2024 Tobias Hjelm och Kia Berglund       |                                         | Teater Giljotin             |

## Radioteater
- 2009 – Kvart i... – (Sveriges Radio)[10]
- 2006 – Självmordsflickorna i Kars - (Sveriges Radio)[11]
- 2004 – I förtroendet - (Sveriges Radio)[12]